# Takovo-Orden

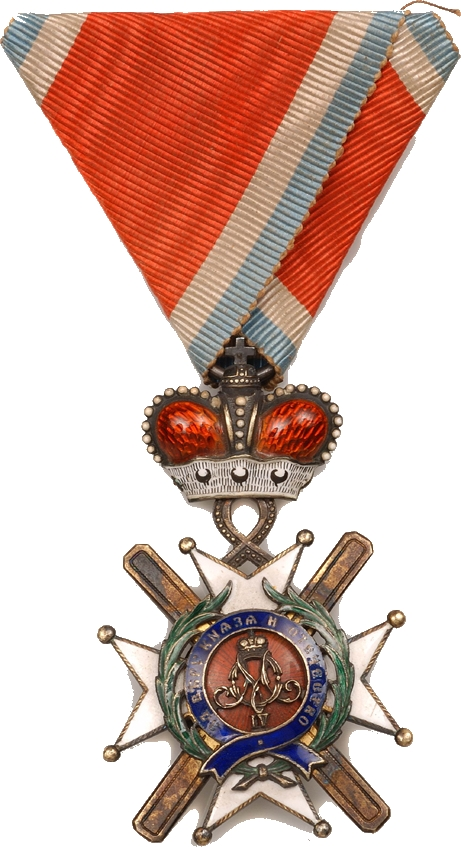
Takovo-Orden 1876

Der Takovo-Orden (serbisch-kyrillisch Орден Таковског крста, Orden Takovskog krsta „Orden des Takovoer Kreuzes“, auch Orden Takova) war ein Verdienstorden des Fürstentums und des späteren Königreichs Serbien.
Aus Anlass der 50-Jahr-Feier der Befreiung Serbiens 1865 verlieh Fürst Mihailo Obrenović den noch lebenden Teilnehmern des Befreiungskampfes ein goldenes Erinnerungs-Kreuz. Es hatte bereits die Form des Takovo-Ordens, auch wenn er noch nicht so benannt worden war.
Zu Beginn des Serbisch-Osmanischen Krieges 1876 schuf der Fürst Milan IV. für „Verdienste vor dem Feind“ eine Auszeichnung. Er behielt das vorstehend erwähnte Kreuz bei und stiftete am 12. Juli 1878 unter dem Namen Takovo-Orden zwei Klassen. Diese bestanden aus einem goldenen und einem silbernen Kreuz. Am 15. Februar 1878 erfolgte eine Reorganisation der Ordens-Statuten.
Der Orden ist nach dem Ort Takovo benannt, in dem 1815 der Zweite Serbische Aufstand gegen die Herrschaft der Osmanen seinen Ausgang nahm.

## Klassen
Der Takovo-Orden, als Militär-. und Zivilorden, hatte fünf Klassen
- Großkreuz
- Großoffizier
- Kommandeur
- Offizier
- Ritter

Der König war Großmeister des Orden und die Königin sowie der Kronprinz trugen das Großkreuz.
Nach dem Ordensgesetz aus dem Jahre 1883 wurde der Takovo-Orden nur noch für militärische Verdienste verliehen.
Als die Obrenović-Dynastie im Jahre 1903 unterging, wurde der Takovo-Orden vom Nachfolger Peter I. aus dem Hause der Karađorđević als erloschen erklärt. Der neu gegründete Orden des Karađorđe-Sterns übernahm seine Funktion.

## Ordens-Dekoration
Das Ordenszeichen besteht aus einem achtspitzigen, weiß emaillierten und goldeingefassten Johanniterkreuz mit kleinen, goldenen Kugeln auf den acht Spitzen und einem goldenen Andreaskreuz dessen Querbalken in den vier Winkeln des Kreuzes sichtbar sind.
Über der Dekoration befindet sich eine goldene Krone, an der der Ring für das Band befestigt ist. Das runde, von zwei goldenen Lorbeerzweigen umgebene Mittelschild zeigt auf rot-emailliertem Grunde den goldenen, verschlungene Namenszug des Königs M. O. (Milan Obrenovic). Darüber die Krone, um derselben liegt ein blau-emaillierter Reif in Form eines Banden, der in serbischen Initialen die Inschrift der Ordens-Devise Für Glauben, Fürst und Vaterland enthält.
Die Rückseite des Ordenskreuz ist glatt und ganz golden. Im Mittelschild befindet sich das erhaben in Gold geprägte serbische Wappen.

## Band des Ordens
Das Band ist rot mit einem weißen und blauen Randstreifen an jeder Seite.
Großkreuze trugen den Orden an einer Schärpe über die Schulter, Großoffiziere und Kommandeure um den Hals und die Ritter die Dekoration im Knopfloch oder auf der linken Brust.
Von den zweithöchsten Klassen des Takovo-Ordens wurde außer dem Ordenskreuz auch noch ein Ordensstern auf der Brust getragen.

## Träger
- Kategorie:Träger des Takovo-Ordens